# Bathykurila guaymasensis
Bathykurila guaymasensis är en ringmaskart som beskrevs av Pettibone 1989. Bathykurila guaymasensis ingår i släktet Bathykurila och familjen Polynoidae. Inga underarter finns listade i Catalogue of Life.